# آنگلا بسررا
آنگلا بسررا آسه‌ودو (متولد ۱۷ ژوئیه ۱۹۵۷) نویسنده‌ای اهل کلمبیا است. او جوایز متعددی از جمله جایزه رمان فرناندو لارا در سال ۲۰۱۹، جایزه پلنتا-کاسا د آمریکا (جایزه خانگی-جهانی ایبروآمریکن در داستان‌سرایی آمریکای لاتین) در سال ۲۰۰۹، جایزه آزورین (جایزه آزورین) در سال ۲۰۰۵ و چهار جایزه ادبی شیکاگوی لاتین را دریافت کرده است، به‌علاوه جایزه خانگی-جهانی ایبروآمریکن در داستان‌سرایی آمریکای لاتین. آثار او به ۲۳ زبان ترجمه شده و در بیش از ۵۰ کشور منتشر شده‌اند. او یکی از پرخواننده‌ترین نویسندگان اسپانیایی‌زبان است و پس از گابریل گارسیا مارکز، پرخواننده‌ترین نویسنده کلمبیایی محسوب می‌شود. همچنین او خالق سبک ادبی نووالیس شناخته می‌شود.

## زندگی‌نامه
آنگلا بسررا در شهر کالی، کلمبیا متولد شد و دختر مارکو تولیو بسررا و سیلیا آسه‌ودو است. او پنجمین فرزند از میان هفت فرزند خانواده - شامل ۵ دختر و ۲ پسر - بود. اولین کتابی که در شش سالگی خواند، پیتر و وندی اثر جیمز م. بری بود، که باعث شد علاقه‌اش به ادبیات شکل گیرد. ترکیبی از مشاهده، سکوت و تخیل بسررا را به سمت نویسندگی از سنین پایین سوق داد و او در همان دوران شروع به خلق داستان‌هایی کرد که دنیای دیگری را به تصویر می‌کشیدند. در طول دوران نوجوانی‌اش، بسیاری از اشعارش را نوشت که بعدها بخشی از مجموعهٔ روح باز (Alma Abierta) او شدند.
سن ۱۷ سالگی، آنگلا بسررا با هومبرتو تِلِز ازدواج کرد و حاصل این ازدواج، نخستین دخترشان به نام آنگلا بود که در سال ۱۹۸۰ در شهر کالی به دنیا آمد.
پس از ازدواج، بسررا تحصیلاتش را در رشته اقتصاد آغاز کرد، اما این مسیر را رها کرد تا به تحصیل در رشته ارتباطات و طراحی تبلیغات بپردازد که در سال ۱۹۸۲ با افتخار فارغ‌التحصیل شد. در همان زمان، او به‌عنوان مدیر خلاقیت در یکی از آژانس‌های تبلیغاتی بین‌المللی مهم مشغول به کار بود.
در سال ۱۹۸۷ و پس از جدایی، آنگلا بسررا به بوگوتا نقل مکان کرد، جایی که به حرفه موفق تبلیغاتی خود ادامه داد و جوایز متعددی برای کارهای خلاقانه‌اش دریافت کرد.
در سال ۱۹۸۸، پس از آشنایی با تبلیغ‌کننده و نویسنده خواکین لورنت - که بعدها همسر او و پدر دختر دومش ماریا (متولد بارسلونا، ۱۹۹۳) شد - بسررا به بارسلونا سفر کرد. او به مدت سیزده سال معاونت خلاقیت یکی از مهم‌ترین آژانس‌های تبلیغاتی اسپانیا را برعهده داشت.
در سال ۲۰۰۰، در اوج موفقیت حرفه‌ای خود، آنگلا بسررا حرفه تبلیغات را رها کرد تا به‌طور کامل به عمیق‌ترین شور و شوق خود، یعنی نویسندگی، بپردازد.

## آثار وی
اولین اثر منتشرشده آنگلا بسررا روح باز بود که توسط گروه پلنتا در سال ۲۰۰۱ منتشر شد. این مجموعه‌ای زیبا از اشعار است که به تضادهای انسان در دوران بلوغ می‌پردازد.
از عشق‌های انکارشده (De los amores negados) (۲۰۰۳)، اولین رمان منتشر شدهٔ آنگلا بسررا (ویلیگاس ایدیتورز، ۲۰۰۳؛ گروه پلنتا، ۲۰۰۴)، آغازی بر سبکی بسیار شخصی بود که توسط منتقدان ادبی به‌عنوان «نووالیس» توصیف شده است.
اثری که آنگلا بسررا را به‌عنوان یک رمان‌نویس برجسته تثبیت کرد، کتاب آخرین رؤیا پیش از پایان (El penúltimo sueño) است که توسط گروه پلنتا و ویلیگاس ایدیتورز در سال ۲۰۰۵ منتشر شد. این کتاب یک داستان عاشقانه بزرگ است که همه موانع را پشت سر می‌گذارد. داستان بین بارسلونا و کن جریان دارد، جایی که خوان و سولداد در دوران نوجوانی عاشق یکدیگر می‌شوند. در طول صفحات این کتاب، دو شخصیت اصلی یک رؤیای طولانی را با پایانی شگفت‌انگیز تجربه می‌کنند. این کتاب جایزه آزورین را در سال ۲۰۰۵، جایزه بهترین کتاب داستانی کلمبیایی را در سال ۲۰۰۵ و جایزه ادبی لاتین آمریکای شیکاگو را به‌عنوان بهترین رمان عاشقانه دریافت کرد.